# Marcel Worms
Marcel Worms (Amsterdam, 1951) est un pianiste néerlandais.

## Biographie
Après avoir terminé des études secondaires, Marcel Worms étudie la biologie et enseigne ensuite la discipline au Gymnase Felisenum jusqu'en 1985. C'est à cette époque qu'il décide de se rendre au Conservatoire d'Amsterdam, où il travaille avec Hans Dercksen jusqu'en 1987. Par la suite, il se spécialise dans le répertoire de la musique pour piano du XXe siècle et la de musique de chambre, respectivement avec Alexandre Hrisanide et Hans Broekman. Il prend également des leçons du pianiste russe Youri Egorov et avec Alicia de Larrocha.

### Blues project
Son programme « New Blues pour piano », à laquelle de nombreux compositeurs néerlandais ont contribué par une pièce, a été créée en janvier 1997, au Bimhuis, un centre de jazz à Amsterdam. Quelque deux-cents morceaux nouveaux de blues ont été composés pour ce projet, dont environ 50 morceaux de 50 pays à travers le monde. À partir de 1998, jusqu'en 2012 Marcel Worms joue à ce programme dans de nombreux pays

### Federico Mompou
Depuis 2002, Marcel Worms a enregistré trois disques des œuvres du compositeur espagnol Federico Mompou. En 2007, il organise un festival Mompou de trois jours à Amsterdam. En 2008, il se rend à Barcelone pour récupérer les œuvres non publiées du musicien et l'année suivante, il est le premier pianiste à interpréter ces œuvres non publiés de Mompou.

## Discographie
Marcel Worms a enregistré 15 disques de piano seul (notamment Joaquín Nin, Erik Satie,,, Francis Poulenc, Jean Wiéner, Arvo Pärt…) et une dizaine d'autres de musique de chambre.
- Mompou, Música callada[11] - Marcel Worms, piano (2002, Zefirrecords ZEF 9609) (OCLC 812785093)
- Agnes Jama, Œuvres musicales complètes - Marcel Worms, piano ; Irene Maessen, soprano ; Helena Rasker, alto/mezzo-soprano ; Soesja Citroen, voix/compositeur ; Ivar Berix, clarinette ; Ursula Schoch, violon ; Daniel Esser, violoncelle (13-14 février 2008, Challenge Classics) livret en ligne (OCLC 872290912)
- Bach and Glass[12] : Bach, Variations Goldberg ; Glass , Metamorphosis (28-29 mai, 17 juin 2012, Zefirrecords ZEF 9229)
- 2020 Johann Sebastian Bach Clavier bien tempéré livre 1[13]
- 2021 Johann Sebastian Bach Clavier bien tempéré livre 2[14]